# Addieville
Addieville és una població dels Estats Units a l'estat d'Illinois. Segons el cens del 2000 tenia 267 habitants.

## Demografia
Segons el cens del 2000, Addieville tenia 267 habitants, 107 habitatges, i 78 famílies. La densitat de població era de 98,2 habitants/km².
Dels 107 habitatges en un 34,6% hi vivien nens de menys de 18 anys, en un 57% hi vivien parelles casades, en un 5,6% dones solteres, i en un 26,2% no eren unitats familiars. En el 24,3% dels habitatges hi vivien persones soles el 13,1% de les quals corresponia a persones de 65 anys o més que vivien soles. El nombre mitjà de persones vivint en cada habitatge era de 2,5 i el nombre mitjà de persones que vivien en cada família era de 2,92.
Per edats la població es repartia de la següent manera: un 25,5% tenia menys de 18 anys, un 6,7% entre 18 i 24, un 35,6% entre 25 i 44, un 18,4% de 45 a 60 i un 13,9% 65 anys o més.
L'edat mediana era de 37 anys. Per cada 100 dones de 18 o més anys hi havia 114 homes.
La renda mediana per habitatge era de 46.667 $ i la renda mediana per família de 51.875 $. Els homes tenien una renda mediana de 35.625 $ mentre que les dones 20.000 $. La renda per capita de la població era de 16.415 $. Aproximadament l'1,4% de les famílies i el 2,7% de la població estaven per davall del llindar de pobresa.

## Poblacions properes
El següent diagrama mostra les poblacions més properes.